# Borowie (gemeente)
De gemeente Borowie is een landgemeente in het Poolse woiwodschap Mazovië, in powiat Garwoliński.
De zetel van de gemeente is in Borowie.
Op 30 juni 2004 telde de gemeente 5151 inwoners.

## Oppervlakte gegevens
In 2002 bedroeg de totale oppervlakte van gemeente Borowie 80,41 km², waarvan:
- agrarisch gebied: 78%
- bossen: 17%

De gemeente beslaat 6,26% van de totale oppervlakte van de powiat.

## Demografie
Stand op 30 juni 2004:
| Omschrijving                   | Totaal | Totaal | Vrouwen | Vrouwen | Mannen | Mannen |
| ------------------------------ | ------ | ------ | ------- | ------- | ------ | ------ |
| eenheid                        | aantal | %      | aantal  | %       | aantal | %      |
| inwoners                       | 5151   | 100    | 2567    | 49,8    | 2584   | 50,2   |
| bevolkingsdichtheid (inw./km²) | 64,1   | 64,1   | 31,9    | 31,9    | 32,1   | 32,1   |

In 2002 bedroeg het gemiddelde inkomen per inwoner 1365,14 zł.

## Administratieve plaatsen (sołectwo)
Borowie, Brzuskowola, Chromin, Dudka, Filipówka, Głosków, Gościewicz, Gózd, Iwowe, Jaźwiny, Kamionka, Laliny, Łętów, Łopacianka, Nowa Brzuza, Stara Brzuza, Słup Pierwszy, Słup Drugi, Wilchta.

## Aangrenzende gemeenten
Garwolin, Górzno, Latowicz, Miastków Kościelny, Parysów, Stoczek Łukowski, Wodynie